# 克雷格·布雷斯洛
克雷格·安德魯·布雷斯洛（英語：Craig Andrew Breslow；1980年8月8日—）是美國職棒選手，現任波士頓紅襪隊棒球事務總管。球員時期的布雷斯洛司職投手，球員退役後，曾擔任芝加哥小熊隊助理總管、投手部門副總裁等職務。
布雷斯洛是球界知名的高材生，有「最聰明棒球員」之稱。就讀耶鲁大学時期，他是常春藤盟校的投手防禦率領先者（2.56）。2002年由密爾瓦基釀酒人隊在大聯盟選秀會指名（第26輪），2005年在聖地牙哥教士隊登板。
迄2013年止，在得點圈有人的被打擊率是2成17（2出局時這個數字更降到2成04）。一般認為他的投球專剋左打，不過事實上面對右打者的成績也相當出色。迄2013年止，面對左打者的被打擊率為2成30，被長打率為3成54（右打則是2成22打擊率、3成31長打率）。2009年至2010年間，他是美聯出賽場數最多的投手之一，共計152場。

## 生平

### 早年
布雷斯洛在康乃狄克州纽黑文出生，成長於特朗布爾。1998年自特朗布爾高中畢業，中學時期的布雷斯洛是棒、足雙棲球員，高三時更同時擔任學校棒球和足球校隊的隊長。內野手傑米·德安托納是布雷斯洛的中學隊友。
就讀耶魯大學時，他是大學校隊的隊長，大三那年曾面對康乃爾大學隊投出單場16次三振，也曾以一安打完封哈佛大學隊。大四時，他的2.56防禦率領先長春藤聯盟。2002年，布雷斯洛從耶魯大學畢業，取得分子生物物理與生物化学的雙學位。同時他獲得了纽约大学医学院的入學資格，不過他並未前往就讀。

### 職業生涯

#### 小聯盟時期
2002年，密爾瓦基釀酒人隊在大聯盟選秀會（第26輪）選中布雷斯洛。他在新人聯盟出賽23場，取得6勝，54+1⁄3局投球有1.82防禦率，56次奪三振，對手打擊率為2成18。
2003年升上小聯盟1A，每九局的三振率提升至11次以上，65局的投球取得80次三振。
2004年，布雷斯洛在加州聯盟出賽79場，季後釀酒人隊將他釋出。之後他曾參加東北聯盟和独立棒球联盟的賽事。

#### 大聯盟時期
聖地牙哥教士隊（2005年）
2005年，聖地牙哥教士隊以1美元將布雷斯洛簽下。他在小聯盟2A繳出穩定的成績，52局的投球有47次奪三振，17次保送，對手打擊率是2成12。布雷斯洛在7月23日初次登上大聯盟投手丘，剩餘球季數度來回小聯盟3A，總計布雷斯洛在不完整的球季留有14次出賽，2.20防禦率的成績。教士隊在季後未與他換約。
波士頓紅襪隊（2006年－2007年）

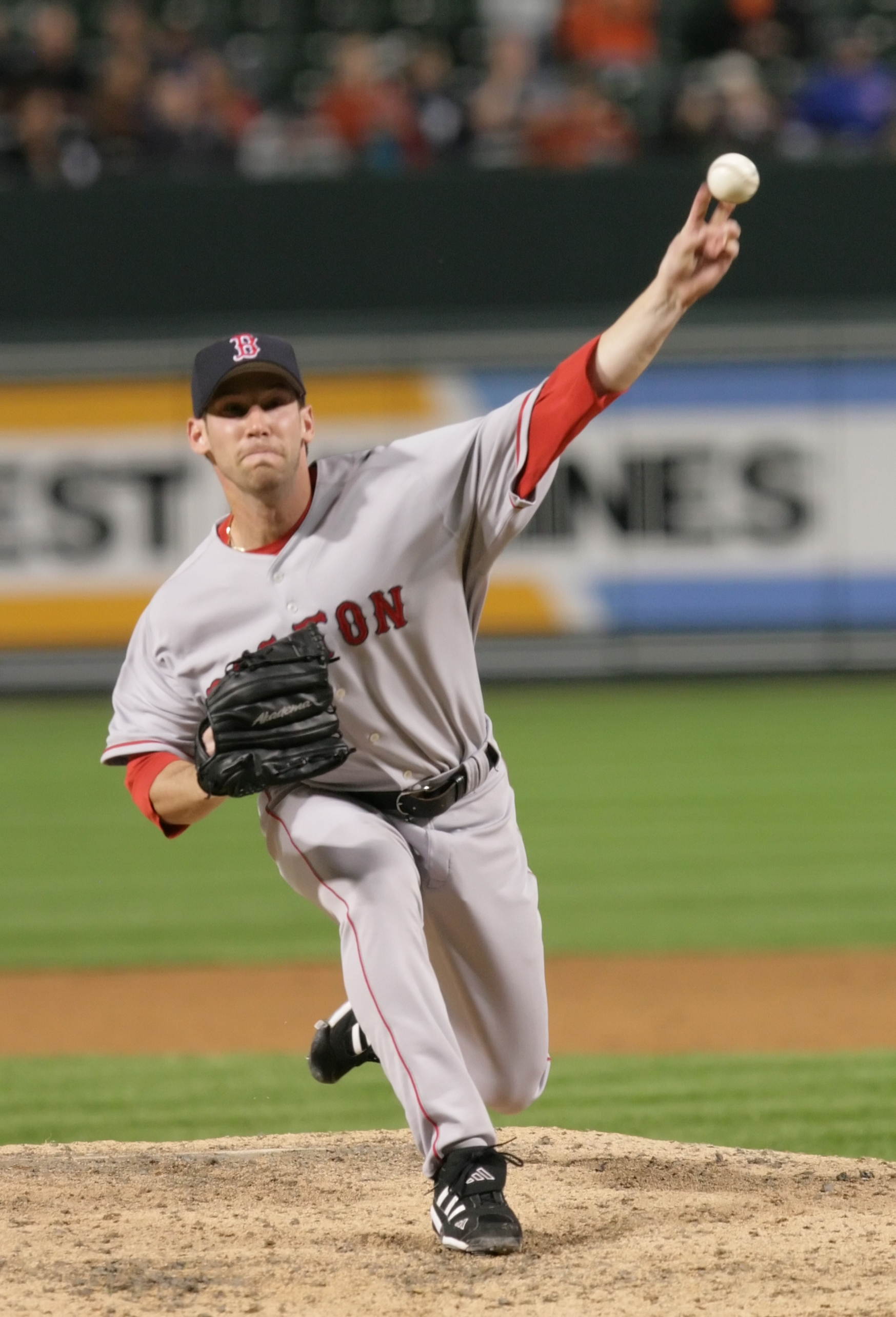
2006年的布雷斯洛

2006年1月，波士頓紅襪隊用小聯盟合約將布雷斯洛簽下。他在3A球隊獲選小聯盟全明星陣容，該季的67局投球工作中，取得7勝1負，2.69防禦率的成績，每九局的三振率是10.3。紅襪隊在下半季將他升上大聯盟。該年他總計投12局，成績為3.75防禦率，12次奪三振。
2007年球季大部分在3A球隊，到該年6月為止，他有1.55防禦率的成績，不過下半季的成績稍有走樣。紅襪隊在9月的擴編再次將布雷斯洛登錄，並將他帶入季後賽名單，不過他並未登場投球。該年他隨隊獲得了一枚冠軍戒指，儘管他事實上沒有任何大聯盟出賽紀錄。
克里夫蘭印地安人隊（2008年）
印地安人隊在2008年3月23日將布雷斯洛從紅襪讓渡名單中撿走，並將他加入大聯盟40人名單。由於布雷斯洛的下放權已經用完的緣故，按規則，如果印地安人隊不將他留在大聯盟名單，就必須再次讓渡他。做為回應，布雷斯洛則是為自己贏得了開季的大聯盟25人名單位置。
5月23日，印地安人隊將布雷斯洛指定轉讓，他在該隊僅出賽9場。
明尼蘇達雙城隊（2008年－2009年）
2008年5月29日，明尼蘇達雙城隊從讓渡名單中簽下布雷斯洛。他為雙城隊出賽42場，38+2⁄3局投球中，有1.63防禦率的佳績，左打者的對戰打擊率更只有1成83。在球季最後的14次出賽中，一分未失。
隔年他持續對左打者的壓制性演出，被打擊率僅2成11，被長打率則是2成26。之後由於球隊調度因素，再次被放進讓渡名單。球隊高層則是表示，這是權宜之舉，他們希望與布雷斯洛合作。
奧克蘭運動家隊（2009年－2011年）
牛棚需求孔急的運動家隊，在七十二小時的讓渡期限之內（2009年5月20日）撿走了布雷斯洛。對此，雙城隊總教練雖表震驚，但轉隊事實已成。）運動家隊的高層指出，他們觀察布雷斯洛已久，也曾討論以其他方式簽下他，並認為他的到來是一大助益。總計布雷斯洛在2009年的出賽場次是77場，在美國聯盟投手排名第2。對手的得點圈打擊率僅1成43。該年通算的對手打擊率為1成97，上壘率為2成89。
2010年球季，布雷斯洛出賽75場，再次在美聯排名第2，運動家隊隊史第5。對手的對戰打擊率為1成94，上壘率2成72，都較2009年進步。局數是個人生涯新高的74+2⁄3局（美聯第4），總計71次奪三振，運動家隊史左手後援最佳。值得一提的是，在總計11次的滿壘局面中，對手沒有安打，一分未得，這是這個數據在1974年啟用以來，美聯方面的最佳表現。另外他還取得5次救援成功。
2011年球季，布雷斯洛出賽67場，投59+1⁄3局，有0勝2負、3.79防禦率的成績。他另外有5次牽制出局（大聯盟後援最佳）和7次阻斷盜壘（美聯後援最佳）的演出。
亞利桑那響尾蛇隊（2012年）
2011年12月9日，與崔佛·卡希爾一同被交易至亞利桑那。他與球隊議定了1,795,000美元的年薪。
2012年球季，為響尾蛇隊出賽40場，成績2勝0負，投43+1⁄3局，防禦率2.70，42次奪三振，2成33被打擊率。
波士頓紅襪隊（2012年－2015年）
2012年7月31日，被交易至紅襪隊。下半球季他共投23局，有2.70防禦率的成績，奪三振19次。通算對手打擊率為2成06，左打被打擊率則是1成84。
2013年1月，簽下二年延長合約，附帶球隊選擇權，該年他的薪資是2,325,000美元，2014年則會是3,825,000美元。因肩傷自傷兵名單展開球季，5月7日重回大聯盟名單。這年他是紅襪隊的主要布局投手，9月16日則被提名為克萊門特獎的球隊代表。這年他有5勝2負，1.81防禦率（美聯後援第3）的成績，共計出賽61場，投59+2⁄3局，對手打擊率只有2成28。下半球季的表現尤其出色，28場出賽僅失1分，換算防禦率僅0.65，在該年大聯盟投25局以上的後援投手當中排名第4。
在2013年美国联盟分区赛出賽3場，投3+2⁄3局未失分，協助紅襪隊晉級。進入美聯冠軍賽，再投3+1⁄3局未失分。在這7局投球期間，對手的對戰打擊率低到只有1成30。總計他在2013年季後賽共出賽10場，防禦率2.45。
2014年球季布雷斯洛再次從傷兵名單出發，最終他在60場出賽中留下5.96的成績。9月16日，再次被選為克萊門特獎代表。紅襪隊在季後以100,000美元買斷他的合約，令他成為自由球員。12月19日以一年約將他簽回，年薪2,000,000美元。
2015年球季布雷斯洛的成績為0勝4負，投65局，4.15防禦率，46次奪三振及23次保送。
邁阿密馬林魚隊（2016年）
2016年2月12日，馬林魚隊以小聯盟約將他簽下。在登上大聯盟後，共投14局，之後應球員本人之請，馬林魚隊在7月18日將他釋出。
德州遊騎兵隊（2016年）
2016年7月24日，與遊騎兵隊簽訂小聯盟合約。遊騎兵隊在8月7日將他釋出。
明尼蘇達雙城隊（2017年）
2017年2月8日，與雙城隊簽訂小聯盟合約，消息指出布雷斯洛收到超過10份合約報價，部分的價格較雙城方面更高。3月20日，被放進大聯盟40人名單，之後成功擠進開季25人名單。他該年的薪資是1,250,000美元，激勵獎金則可多達1,000,000美元。合約指名他只要達到指定的出賽場次，在40場以後，每出賽5場就可多領150,000美元。不過，在出賽30場之後，雙城隊在7月24日仍選擇將布雷斯洛指定轉讓，一週後將他釋出。
克里夫蘭印地安人隊（2017年）
印地安人隊在8月4日以小聯盟約簽下布雷斯洛，並將他送往3A球隊。他在小聯盟出賽7場，有3.86防禦率的表現。8月26日，重回大聯盟。在大聯盟也有7場出賽，防禦率4.15。11月2日，再次成為自由球員。
多倫多藍鳥隊（2018年）
2018年2月12日，多倫多藍鳥隊與其簽下小聯盟約，附帶春訓邀請。該年在小聯盟共投28+1⁄3局，奪三振30次，防禦率5.40。迄2018年球季為止，在大聯盟層級共576次出賽，現役第4位。11月2日，再次成為自由球員。

### 退役
2019年1月，芝加哥小熊隊雇用布雷斯洛，擔任西奥·艾普斯坦的助手。10月17日，被任命為投手部門主管，兼任球隊特別助理。
2020年11月，升任投手部門副總裁，兼任球隊助理總管。
2023年10月，受雇於波士頓紅襪隊，為棒球事務總管。

## 國際賽事
2016年9月，曾在世界棒球經典賽的初賽階段為以色列國家隊出賽。2017年2月，入選經典賽以色列隊正賽名單。

## 技術特點
官方的身高為6呎1吋，體重185磅。布雷斯洛的速球球速大約在89英哩至92英哩間，他有一顆85英哩左右的切球，偶而也投伸卡球，此外還有變速球、滑球和滑曲球等球種可供運用。在多個球種之間的調配相當成功，是布雷斯洛投球的風格。2016年季外，他曾嘗試降低揮臂的角度，並開始練習二縫線速球。

## 個人生活
布雷斯洛的父親亞伯（Abe）是一名大學足球教練與系主任，此外也指導中學層級的男網球員與女足球員。母親安（Ann）是布里奇波特的數學教師。
布雷斯洛是猶太人，早年曾就讀猶太學校。他與家人都是布里奇波特猶太教會的成員，布雷斯洛本身在1993年接受猶太教成人禮。即使必須在贖罪日登場投球，他仍謹守當天禁食的教規。對此他表示：「猶太教徒在棒球界的處境並不容易⋯⋯我盡量做到（遵守教規），例如重要的節日。」
姊姊萊斯莉（Lesley）在1992年被診斷患有甲狀腺癌，必須通過手術移除整個甲狀腺組織（甲狀腺切除術）換取生存。這段經歷激發布雷斯洛從醫的念頭，並決定了他在耶魯大學修讀的課程方向。之後，他創立了非營利組織「三振基金會」（Strike 3 Foundation），致力於兒童癌症的研究。
自從投入職棒以來，布雷斯洛的耶魯大學校友身分就受到球界關注。他是第24位耶魯畢業的大聯盟球員，上一位則是羅恩·達令，也是一名投手。2012年效力紅襪隊期間，與萊恩·拉凡威成為1949年以來第一對耶魯大聯盟隊友，投捕搭檔更是1883年以來大聯盟首見。
2013年11月9日，在世界大賽結束的10天後，與女友凱莉（Kelly）成婚。他們的雙胞胎兒子在2015年6月出生，2018年12月再誕一女。

## 軼事
- 在大聯盟球場報到的第一天，布雷斯洛曾被錯認為球童[120]。
- 2006年，他是紅襪隊大聯盟名單中的第4名猶太人，另外三人分別是凱文·尤克里斯、蓋比·凱普勒（英语：Gabe Kapler）及亞當·史騰（英语：Adam Stern）。
- 他曾在紅襪隊友賈許·貝基特的賭局中予以協助，題目是一名投手從投手丘上投出90英哩的球，直到本壘板為止，球體轉動的次數[121]。「他想知道我是不是可以得出答案。題目當然有很多變數，我試著計算速球、曲球或滑球的可能情況。不過一旦你動手計算，其實就簡單了。」[21][122]
- 2010年，效力於運動家隊的布雷斯洛被問及自己的球衣號碼，他表示：「你在大聯盟投球超過五年半，換過幾支球隊之後，就不會在意這些了。」[123]
- 時任紅襪總教練约翰·法雷尔曾打趣說，與布雷斯洛的對話經常遇到生難字詞，讓人「不是很能適應」[124]。

## 延伸閱讀
- Ruttman, Larry. . . Lincoln, Nebraska and London, England: University of Nebraska Press. 2013: 421–427. ISBN 978-0-8032-6475-5.

## 外部連結
- 球員資訊和成績在MLB ，ESPN ，Retrosheet ，Baseball Reference ，Baseball Reference (Minors) ，Fangraphs ，The Baseball Cube （英文）
- 克雷格·布雷斯洛的X（前Twitter）